# Агиос Димитрианос
̀Агиос Димитриано̀с (на гръцки: Άγιος Δημητριανός) е село в Кипър, окръг Пафос. Според статистическата служба на Република Кипър през 2001 г. селото има 85 жители. Намира се на 12 км западно от Панагия.